# (38538) 1999 UZ47
1999 UZ47 (asteroide 38538) é um asteroide da cintura principal. Possui uma excentricidade de 0.05583870 e uma inclinação de 10.20279º.
Este asteroide foi descoberto no dia 30 de outubro de 1999 por CSS em Catalina.